# Harri Koskinen

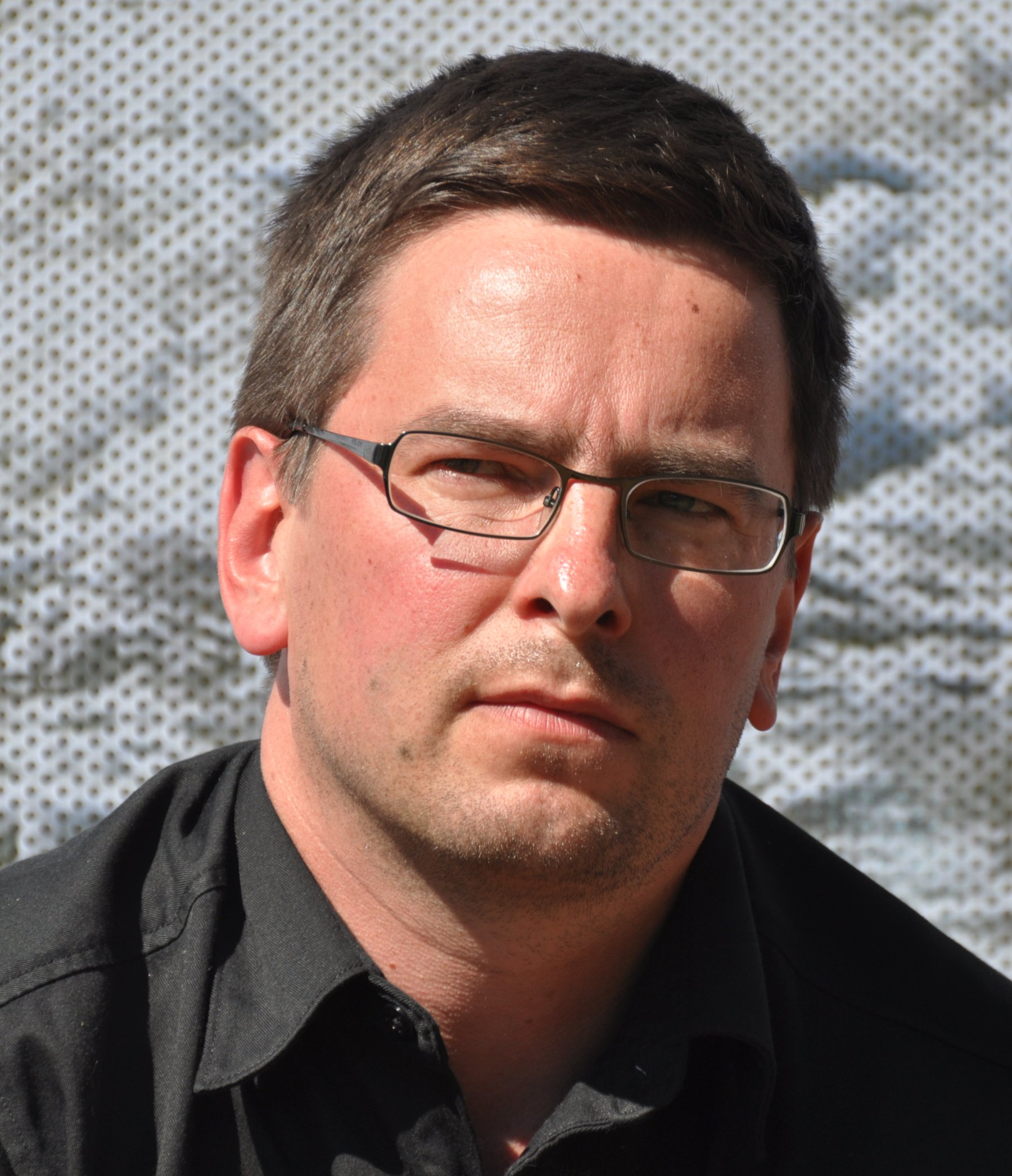
Harri Koskinen

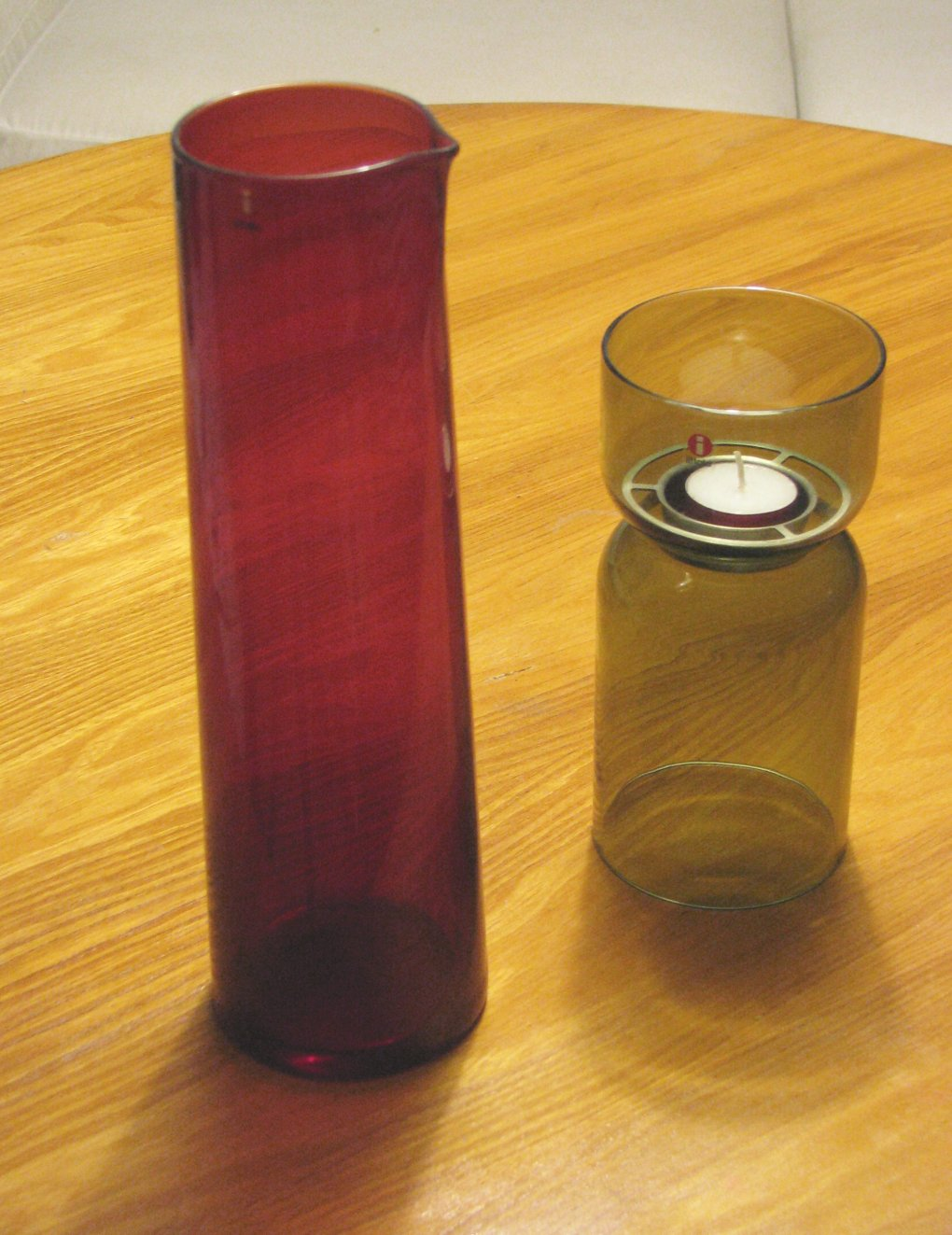
Karaffen iittala125 och ljusstaken lantern, av Harri Koskinen

Harri Koskinen, född 29 april 1970 i Karstula, är en finländsk formgivare.
Harri Koskinen studerade vid Lahtis designinstitut där han 1993 avlade artenomexamen och åren 1994–98 vid Konstindustriella högskolan i Helsingfors. Han arbetar som formgivare inom flera områden, som glas, belysning, förpackningar, textil och möbler, och har arbetat för bland andra Design House Stockholm, Iittala, Artek, Marimekko och Källemo.
Harri Koskinen blev först känd för Block Lamp i glas, som han formgav 1996 under studietiden på Konstindustriella högskolan. Den införlivades 2000 i Museum of Modern Arts permanenta samling och har flerfaldigt prisbelönats, bland annat med Excellent Swedish Design-priset 1998 och Best New Product at the Accent Show i New York. Harri Koskinen fick utmärkelsen Pro Finlandia år 2007, det italienska designpriset Premio Compasso d'Oro ADI (för stolen Muu från italienska Montina) 2004, Torsten och Wanja Söderbergs Pris 2009 och Kaj Franck-priset 2014.
| ”                                                                              | Hans stora och breda produktion har ett unikt, stramt och konsekvent genomfört formspråk med tydlig nordisk förankring i kraven på god funktion, formens enkelhet och materialval, sådant som tillsammans skapar ett bestående värde. | „ |
| – Ur motiveringen av prisnämnden för Torsten och Wanja Söderbergs Pris år 2009 | |   |

- Koskinen är representerad vid bland annat Röhsska museet[5], Nationalmuseum, Stockholm[6], Museum of Modern Art[7] och British Museum[8].